# Vietnamfasan
Der Vietnamfasan (Lophura hatinhensis) ist eine umstrittene Hühnervogelart aus der Familie der Fasanenartigen, die im nördlichen Zentralvietnam endemisch ist. Die seltene und stark gefährdete Art wurde erst 1964 entdeckt. Sie wird von manchen Autoren lediglich als Unterart des Edwardsfasans angesehen. Die International Ornithological Union strich dieses Taxon im Jahre 2012 von der Liste der validen Vogelarten, nachdem die Hühnervögelexperten Steve Madge und Philip McGowan 2002 festgestellt haben, dass der Vietnamfasan höchstwahrscheinlich eine Hybride aus Edwardsfasan und Silberfasan darstellt.

## Beschreibung
Diese recht kurzschwänzige Fasanenart ist dem Edwardsfasan sehr ähnlich und erreicht eine Körperlänge zwischen 58 und 65 cm. Der Hahn zeigt eine rote unbefiederte Augenregion, eine weiße, teils mit schwarz durchmischte Haube und ist überwiegend blauschwarz gefärbt. Die Federn der Oberseite zeigen glänzend blaue Säume sowie ein subterminales, schwarzes Band. Im Unterschied zu denen des Edwardsfasans sind die beiden mittleren Steuerfedern weiß. Die Beine sind karminrot.
Das Gefieder der Henne ist überwiegend kühl graubraun mit einem wärmeren Ton auf den Flügeln und einem schwarzbraunen Stoß mit braunem mittleren Steuerfederpaar.

## Stimme
Der Alarmruf wird als gedämpftes, aber hartes, gereihtes puk beschrieben, ähnlich dem des Edwardsfasans.

## Verbreitung und Bestand
Der Vietnamfasan ist im mittleren Vietnam endemisch, wo er erst 1964 entdeckt wurde. Typusexemplar war ein Hahn, ein zweiter wurde erst 1974 gesammelt. Lange Zeit war über die Art sonst nichts bekannt, bis sie Ende der 1980er-Jahre wiederentdeckt wurde. Aktuelle Nachweise gibt es aus den Provinzen Ha Tinh und Quang Binh, die meisten aus dem Ke-Go-Naturschutzgebiet. 1994 wurde ein weiteres Vorkommen im Tiefland des Khe Net entdeckt, dessen Fortbestand aufgrund voranschreitender Waldnutzung zweifelhaft erscheint. Der Weltbestand des Vietnamfasans wird auf weniger als 2500 Tiere geschätzt. Da die Lebensräume durch großräumige Rodungen für die Landnutzung durch Reisanbau bedroht sind, wird die Art von der IUCN als „stark gefährdet“ (endangered) angesehen. Auch in den bereits geschützten Gebieten ist der Vietnamfasan durch Jagd und illegalen Holzeinschlag bedroht.

## Lebensweise
Der Vietnamfasan kommt in Primär- und Sekundärwäldern in der Ebene und im Hügelland vor. Er bevorzugt offenbar Wälder mit dichtem Kronendach, scheint aber auch in Lebensräumen mit Holzeinschlag und in dichter Ufervegetation vorzukommen.